# Lena (Gerichtsbezirk)
Der Gerichtsbezirk Lena ist einer der 18 Gerichtsbezirke in der autonomen Gemeinschaft Asturien.
Der Bezirk umfasst 3 Gemeinden auf einer Fläche von 900,19 km² mit dem Hauptquartier in Lena.

## Gemeinden
| Gemeinde            | Einwohner (2024) | Fläche km² | Dichte Einw./km² | Cod INE | Postleitzahl |
| ------------------- | ---------------- | ---------- | ---------------- | ------- | ------------ |
| Aller               | 10.012           | 375,89     | 27               | 33002   | 33686        |
| Lena                | 10.259           | 315,51     | 33               | 33033   | 33620–33639  |
| Quirós              | 1.160            | 208,79     | 6                | 33053   | 33115–33118  |
| Gerichtsbezirk Lena | 21.431           | 900,19     | 24               | –       | –            |